# Mehmed Kurt
Mehmed Dželaluddin Kurt (1876 Mostar, osmanská říše – 25. listopadu 1944 Sarajevo, Nezávislý stát Chorvatsko) byl bosenskohercegovský právník bosňáckého původu.

## Životopis
Rodina Kurt (turecky vlk) pochází z Mostaru. Nejnovější genealogická bádání ukazují, že Kurtové do Mostaru přišli kolem roku 1700 z Liky, konkrétně obce Perušić, poté co oblast zabrala habsburská monarchie.
Jeho otcem byl Mustafa/Mujaga Kurt (?–1915) a matkou Nazifa Selimhodžić (1858–1924), kteří přivedli na svět 12 dětí. Z jejich potomků vynikli Muhamed Kurt (1875–1943), profesí herec, a Mehmed Dželaluddin.
V rodném městě Mehmed navštěvoval ruždii a medresu, islámskou nižší a vyšší školu. V Sarajevu dokončil Šarí‘atskou soudní školu (absolvoval 1902). Ve studiu pokračoval v Záhřebu, kde promoval na právnické fakultě. V této době se stal horlivým propagátorem chorvatské nacionální myšlenky mezi bosenskohecegovskými muslimy.
Jistý čas působil v právnické kanceláři advokáta dr. Nikoly Mandiće, ale zaměstnání brzy zanechal a pobíral příjmy ze nemalého rodinného majetku. Rodina přišla téměř o veškerý hmotný majetek po pozemkové reformě, provedené po první světové válce. Následně se většina mostarských Kurtů přestěhovala do Sarajeva. Sám Mehmed Dželaluddin Kurt se znovu vrátil k právnické profesi, kterou vykonával v bosenskohercegovské metropoli.
Byl členem Mislimské čítárny v Mostaru.
Mehmed Dželaluddin Kurt se oženil s Hatidžou Hadžić (1893–1918), příbuznou Osmana Nuri Hadžice. Hatidža ale záhy zesnula na tuberkulózu. V tomto svazku se narodil syn Burhanudin, ten ale zemřel ještě v dětském věku. Podruhé se oženil s Hašemou Kasumagić ze Sarajeva. Manželství zůstalo bezdětné.
Roku 1902 v Mostaru uveřejnil folkloristickou sbírku Chorvatské lidové ženské písně: muslimské (Hrvatske narodne ženske pjesme: muslimanske).